# 廣田弘毅
廣田弘毅（日语：〔〕／ Hirota Kōki，1878年2月14日—1948年12月23日），原名廣田丈太郎，日本外交官、政治人物。1936年3月9日至1937年2月2日任日本首相（第32任）。曾任外務大臣（第49－51、55任）、貴族院議員等職位。
日本战败后，广田被远东国际军事法庭定为甲级战犯，判处死刑，是甲級戰犯中唯一被判死刑的文官。

## 生平

### 早年
畢業於東京帝國大學（現東京大學）法學院政治學系。畢業後，廣田原計畫進入陸軍士官學校就讀以減少老家的負擔，但受三國干涉還遼事件影響，立志成為外交官，因此決定上京入讀東京帝國大學法學院政治學系。畢業後於1906年第一名的成績通過外交官選拔，進入外務省工作，期間曾派到中國及歐美工作。1927年任駐荷蘭大使，1928年至1932年任駐蘇聯大使。
1933年就任齋藤實內閣的外務大臣（外相），1935年10月，在冈田启介内阁外务大臣任内积极推行對华外交，曾與國民政府內親日人士會談，希望建立協議。其間國民政府方面提出「和平解決中日關係、平等交往、取締反日運動」，同時要求日本取消承認滿洲國。而廣田不接受此條件，另設以下三個原則（通稱「廣田三原則」），最終被國民政府否決。
1. 中方（國民政府）徹底取締反日運動，並擺脫對歐美的倚賴，改為對日親善及合作。
2. 正式承認滿洲國獨立，並支援滿洲國與中方控制的周邊區域進行經濟和文化交流。
3. 為應對來自外蒙等地共產勢力的威脅，中方應就日方的要求與日方合作於與外蒙接壤地區設立設施。

### 首相生涯
1936年二·二六军人政变後，岡田內閣總辭。廣田继任首相。他恢复了“只有现役陆军和海军军人才能担任陆军大臣和海军大臣”的规矩，缓和了政界与军界的矛盾，此舉造成軍部完全控制內閣。
1936年11月與德國簽定反共產國際協定，次年義大利加入，该条约是1940年签署的德意日三国同盟条约的前身。
因为陆军大臣寺内寿一的反对，广田在1937年2月2日辞去首相职务，宇垣一成被任命为首相，然而由于军部的阻挠，未能组阁成功。后来由林銑十郎担任下一届日本首相。

### 退休
1937年辭任首相後，同年6月二度出任外相，期間反對侵華，以顧全日、滿、華聯手抗蘇之大計，隨後军方迫使他在1938年退休。1945年，廣田率日本代表团与苏联谈判，蘇聯堅持日蘇互不侵犯條約，談判無果而終，蘇軍在廣島原爆後对日宣战。
英国记者田伯烈拍发一份电报给卫报，内中写着“我调查了日军在南京及其他地方所犯的暴行的报道”、“不少于30万的中国平民被杀戮”，此份电报被日本查没，广田弘毅将原文以密电附件发给日本驻美使馆，并在电文中说田伯烈收受了端纳的金钱。张纯如和吴天威均认为这份电报表明“广田在密电中承认杀死30万中国平民”，尽管他们误以为电报的附件是其正文。2011年出版的《南京大屠杀史料集》中引用了这种说法。

### 戰後审判

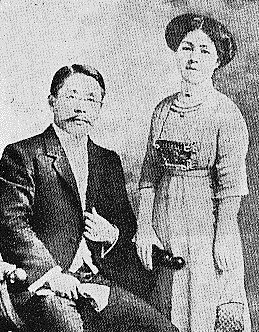
與妻子廣田靜子(右)，1909年

日本战败后，广田作为甲级战犯被捕并于远东国际军事法庭受审。法庭对他发起三项起诉：违反国际法发动侵略战争、对中华民国不宣而战和未尽力阻止战争。广田没有辩护，被判处绞刑。他是甲級戰犯中唯一被判死刑的文官，这一判決存在争议，因为他是文官而非军人。然而他被判死刑的一項重要原因是他在南京大屠杀中的角色，當時他是时任外務大臣，曾将日军在南京的暴行电报至华盛顿的日本駐美國大使馆，因此他了解日军的暴行，然而并未阻止。而其他原因包括他签署了形同軸心國雛形的反共產國際協定、订立了广田三原则、合理化日军侵华战争等。
他被囚在狱中期间写下汉字四言诗「明月时至，清风自来」（语出司马光《独乐园记》），认为「只要时候一到，自然会还自己清白」。1948年12月23日，广田弘毅在東京都豐島區池袋巢鸭监狱内被处以绞刑。
廣田是文官出身，因為深受國民喜愛，因此在日本國內共收集了29,985份減刑請願書。即使在今天，當東京審判被認為是「勝者的審判」而在日本引發討論時，他的名字也經常被提及。 通常，他經常被描繪成一位反對戰爭但無法抵擋軍方壓力的部長。他也是小說和電視劇《落日燃燒》的主角。
根据见证了绞刑过程的西博尔德回忆，广田在走过他面前时，转过头来直盯着他的眼睛。西博尔德觉得“眼神似乎在祈求我的同情和理解”。广田弘毅在00:34被宣布死亡。:416-417

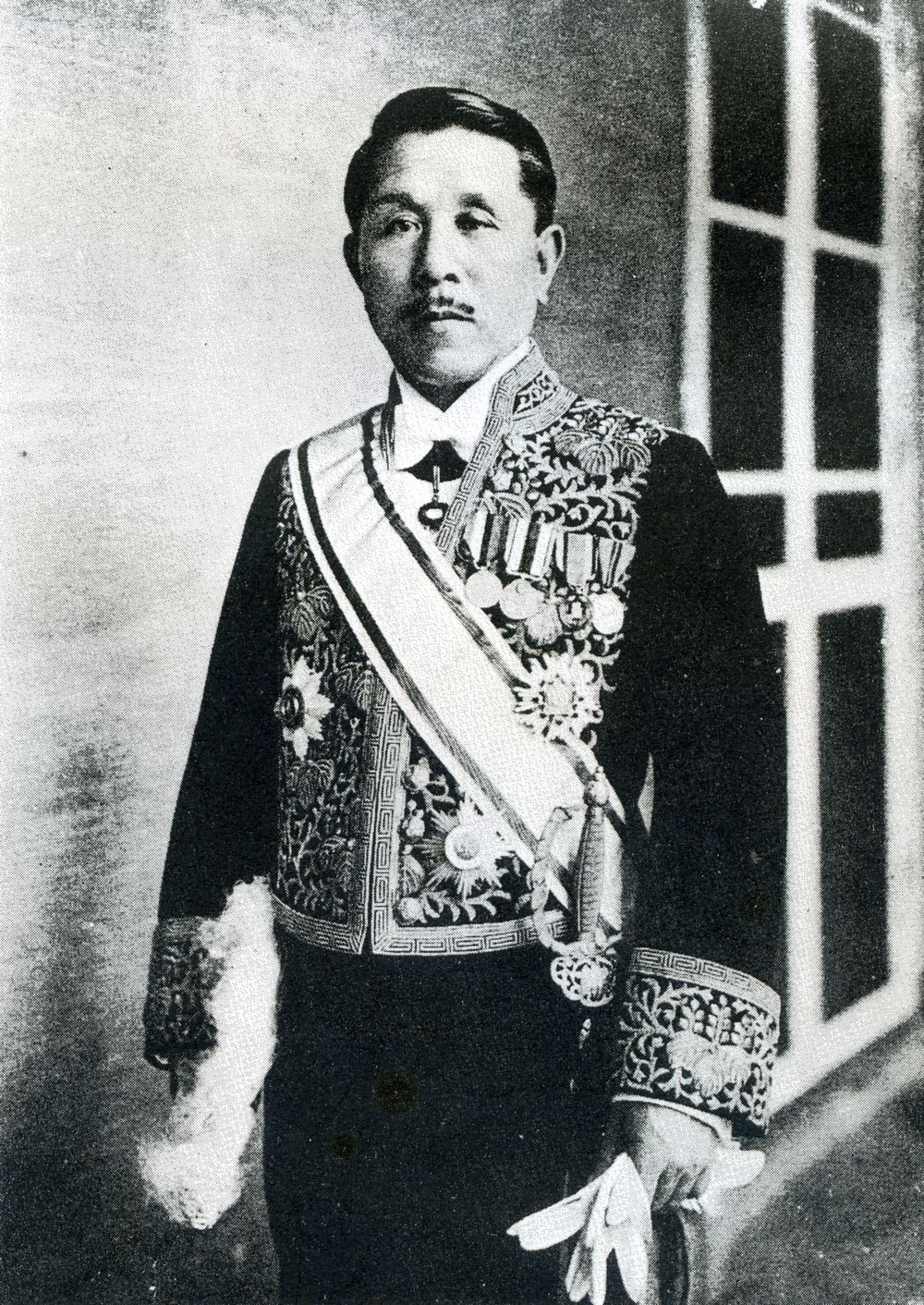
外相時期的廣田弘毅

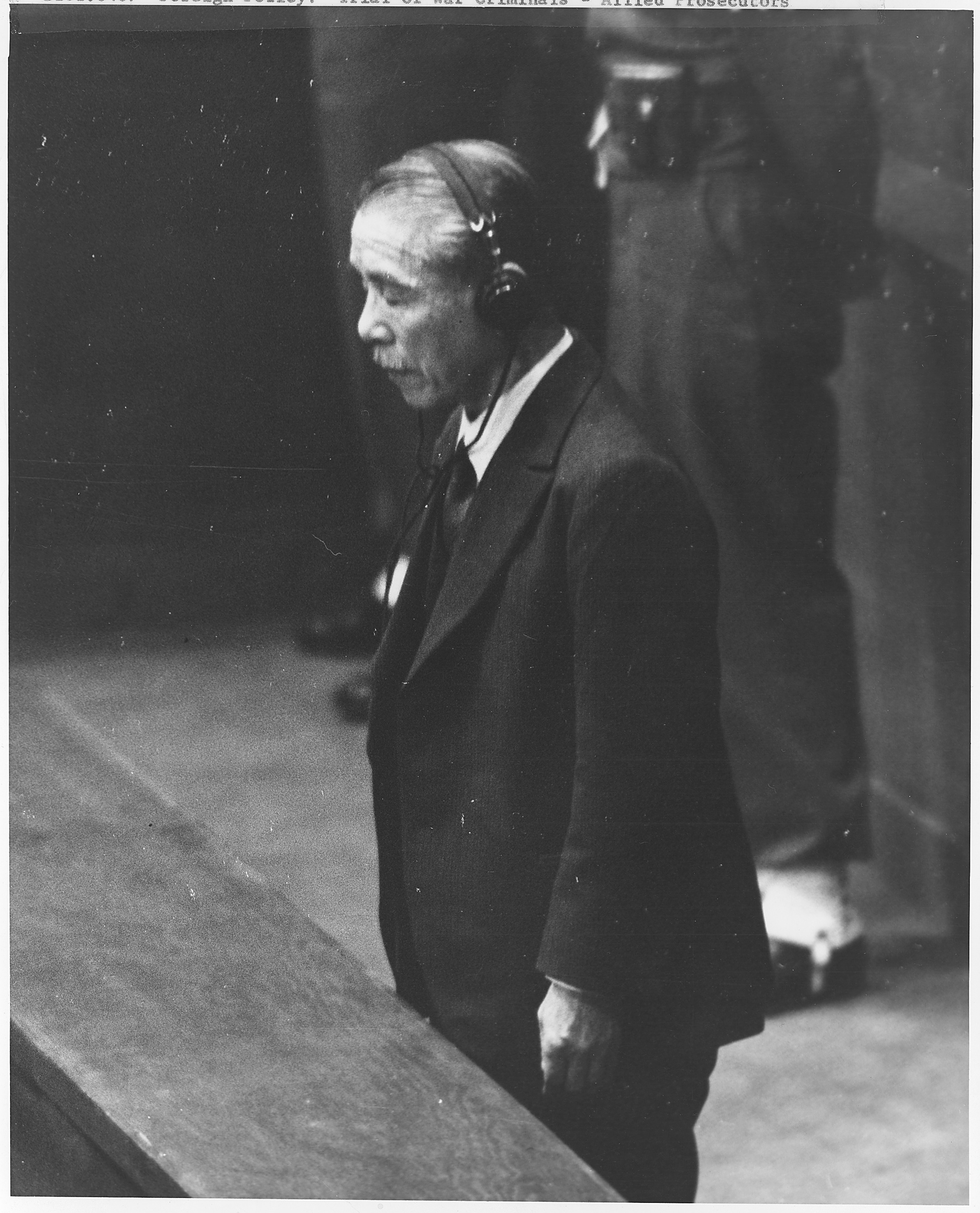
战后，广田弘毅被押至远东国际军事法庭受审。

1978年10月，被靖国神社合祀。

## 脚注

### 引用书目
- 吉田裕『昭和天皇の終戦史』 岩波書店〈岩波新書〉、1992年。
- 服部龍二『広田弘毅―「悲劇の宰相」の実像』 中央公論新社〈中公新書〉、2008年、ISBN 4121019512）
- 松本健一『頭山満の「場所」 雲に立つ』 文藝春秋社、1996年。

### 传记
- 岩崎栄『広田弘毅伝』 新潮社、1936年。
- 吉井魯斎『児童の鑑 広田弘毅さん』 尚文館、1936年。
- 澤田謙『広田弘毅伝』 歴代総理大臣伝記刊行会、1936年。
- 永松浅造『新日本の巨人を語る　人間・広田弘毅（他三編）』 森田書房、1936年。
- 北川晃二『黙してゆかむ　広田弘毅の生涯』 講談社、1975年。講談社文庫、1987年、ISBN 4061840959。
- 『広田弘毅』 広田弘毅伝記刊行会編、1966年。復刻・葦書房、1992年5月、ISBN 4751204270
- 渡邊行男『秋霜の人 広田弘毅』 葦書房、1998年、ISBN 475120730X

### 传记小説
- 城山三郎『落日燃ゆ』 新潮社、1974年、ISBN 4103108045。新潮文庫、1986年 改版2009年、ISBN 4101133182。新装版2002年、ISBN 4103108142

## 外部連結
- 近代日本人肖像－廣田弘毅 （页面存档备份，存于）（日語）
- Click 20世紀－廣田弘毅 （页面存档备份，存于）（日語）
- 財團法人浩浩居 （页面存档备份，存于）（日語）
- 城山三郎著小說「落日燃ゆ」與服部龍二著「広田弘毅」的內容比較 （页面存档备份，存于）（日語）

| 官衔                     | 官衔                                                           | 官衔                     |
| ------------------------ | -------------------------------------------------------------- | ------------------------ |
| 前任： 岡田啟介          | 日本內閣總理大臣 第32任：1936年－1937年                        | 繼任： 林銑十郎          |
| 前任： 內田康哉 佐藤尚武 | 日本外務大臣 第49－51任：1933年－1936年 第55任：1937年－1938年 | 繼任： 有田八郎 宇垣一成 |